# Státní fond pro zúrodnění půdy
Státní fond pro zúrodnění půdy byl státním fondem, který existoval v letech 1970–2006.
Byl založen zákonem č. 77/1969 Sb. a zrušen byl zákonem č. 94/2005. Cílem činnosti fondu bylo zvýšení péče o půdu a její úrodnost. Právním nástupcem fondu se stala Česká republika, zastoupená Ministerstvem zemědělství.